# 김현솔
김현솔(Chico, 1991년 5월 17일 ~ )은 대한민국의 축구 선수로 파라과이와 브라질 국적 역시 가지고 있는 다중국적자이며 포지션은 공격형 미드필더이다. 현재 미라소우에서 활약하고 있으며 외국에서 사용하는 전체 이름은 프란시스쿠 현솔 김(포르투갈어: Francisco Hyun Sol Kim)이며, 애칭으로 Chico를 사용하기도 한다.

## 유소년 경력
브라질로 이주한 한국계 부모에서 태어난 김현솔은 8세에 축구를 시작해 11세에 파라과이의 명문 축구 클럽인 클루브 올림피아 유소년 팀에 입단하며 재능을 꽃피우기 시작했다. 2007년 가족이 브라질로 다시 이민을 가면서 상파울루 지역 리그 소속팀인 소로카바에 입단한다. 20세가 되어 프로계약을 맺고 본격적인 프로 생활을 시작하였다. 브라질에서 선수생활을 할 당시 Chico라는 별칭을 사용하였다.

## 클럽 경력
2014년 김현솔은 브라질 3부리그 세리이 C의 투피에 입단한다. 이후 같은 세리이 C 소속팀인 XV 지 노벰브루를 거쳐 브라질 2부리그 세리이 B의 CA 브라간치누에 입단하였다. 브라간치누에 입단한 뒤 그 해 등번호 10번을 달고 31경기에 나선 김현솔은 심지어 프리킥까지 도맡는 등 팀의 주축 선수로 활약했다. 2016년 브라질 지역리그의 카피바리아누 FC에서 잠시 활약하다가 계약 기간이 만료되며 재계약을 하지 않고 모국인 대한민국에서 축구를 하기로 마음먹었다.
 2학년을 마친 뒤 프로팀을 알아보기 시작하였고 서울 이랜드 FC는 2016년 2월부터 김현솔과 교감을 나누다가 2016년 7월 K리그2의 서울 이랜드 FC에 자유계약선수로 입단하였다. 출생국인 파라과이와 대한민국의 여권을 동시에 갖고 있던 김현솔은 대한민국 국적으로 K리그에 등록하였다. 하지만 생소한 환경과 스타일인 K리그2에는 잘 적응하지 못한 탓인지 7경기 출전에 그쳤고 결국 세리이 B 소속팀인 클루비 지 헤가타스 브라지우로 이적하여 50경기를 소화했다. 그리고 2018 시즌을 앞두고 포항 스틸러스로 이적하며 K리그에 복귀했으나 이곳에서도 역시 적응하지 못한 탓에 5경기 출장에 그쳤고 결국 이적한지 1년만에 포항을 떠나 2019년 브라질의 세아라 SC로 이적하여 21경기를 출장했으며 2020년 미라소우 FC로 임대 이적하여 9경기를 소화한 뒤 같은 해 아틀레치쿠 고이아넨시로 완전 이적했다.